# Фриц Вит
Фриц Вит (Хоенлимбург, 27. мај 1908 — Веноа, 14. јун 1944) је био један од истакнутијих команданата Вафен-СС-а. Био је први командант 12. СС дивизије Хитлерјугенд.

## Рани период
Фриц Вит је рођен 27. маја 1908. године у Хоенлимбургу. Син је трговачког путника. И сам Вит се бавио послом трговачког путника за једну текстилну фирму у периоду 1925—1933. године.
Вит је 1. децембра 1931. године приступио нацистичкој партији НСДАП (чланска књижица број 816769) као и СС-у, у Хагену. Дана, 17. марта 1933. године улази као добровољац у SS-Stabswache Berlin, елитну гардијску формацију од само 117 људи, од које ће 1934. године настати „Телесна гарда Адолфа Хитлера”. Вит је 9. септембра унапређен у  (еквивалент поручник). Мало касније (12. јануар 1935) преузима команду над 3. четом пука „Дојчланд”.

## Други светски рат
У време напада на Пољску командовао је и даље 3. четом и за само недељу дана добио је Гвоздени крст I реда (26. септембар) и II реда (19. септембар). Дана 1. октобра 1939. године, Вит постаје командир 1. батаљона пука „Дојчланд” а 4. септембра 1940. године награђен је Витешким крстом за заслуге у Француској кампањи. Награду су препоручили Феликс Штајнер и будући SS-Oberstgruppenführer Паул Хаусер. Конкретан повод за награду је: кад су 27. маја 1940. године 20 енглеских тенкова потпомогнутих пешадијом, покушали да освоје положаје Витовог батаљона, он је упркос чињеници да није имао противтенковског оружја успео да одбије напад и избаци из строја 9 тенкова. Без сумње главне заслуге за тај успех припадају Виту који је захваљујући том успеху постао популаран у Немачкој као један од најбољих SS-Hauptsturmführer (еквивалент капетан), и то не само у СС-у већ и међу припадницима Вермахта.
16. октобра 1940. године Вит је премештен у 1. СС моторизовану дивизију „Телесна гарда Адолфа Хитлера” као командант 3. батаљона. Када је почела припрема за упад на Балкан 26. марта 1941. године пребачен је на место команданта 1. батаљона. Та јединица је играла пресудну улогу у овладавању Грчком. Ујутро 10. априла, 1. батаљон је уз подршку артиљеријске ватре кренуо да се пробија кроз клисуру Клиди, која води ка срцу Грчке. Битка је трајала три дана. Погинуло је 37 а рањено 95 војника. Међу погинулим био је и Витов брат Франц. Витов батаљон је заробио 520 војника, 14 његових војника је награђено Гвозденим крстом I реда а SS-Obersturmführer Герд Прајс, командир 1. чете је награђен Витешким крстом због освајања коте 997 која је заузета борбом прса у прса.
Након успешно завршене Балканске кампање Немачка војна сила се устремила на Совјетски Савез, где се Вит истакао у многим биткама зашта је добио 8. фебруара 1942. године златни немачки крст. SS-Obersturmbannführer (еквивалент потпуковник) Вит (чин добио 27. новембра 1941) постаје 1. јула 1942. године командант 1. пешадијског пука СС-а. Свој пук је са доста успеха водио кроз многе битке зашта је одликован храстовим лишћем за Витешки крст (200. награђени). У његове велике успехе поред одличног дејства у Грчкој спадају још напад на Ростов и битка за Харков.
Фриц Вит је унапређен у  (еквивалент бригадни генерал) 1. јула 1943. године да би последњег дана јула био изабран за првог команданта 12. СС оклопне дивизије „Хитлерјугенд”. Дана, 20. априла 1944. године добио је чин SS-Brigadeführer (еквивалент генерал-мајор) и то му је било последње унапређење. Ујутро 14. јуна 1944. године, једва седам дана након десанта у Нормандији, док је одређивао седиште главног штаба у Веноу, Вит је погинуо од шрапнела при изненадној артиљеријској ватри савезничких бродова у дубини копна.